# Arsi Negele
Arsi Negele ist eine Stadt im südlichen Zentrum Äthiopiens ca. 225 km südlich von der Hauptstadt Addis Abeba. Sie liegt in der größten Provinz Äthiopiens Oromiya in der Region Arsi.

## Geographie
Arsi Negele liegt in der Nähe des Abiyata Sees im Abijatta-Shalla-Nationalpark. Die Umgebung ist durch Savanne und Akazien-Wälder geprägt.

### Klima
Die Temperaturen schwanken zwischen 45 °C im Maximum und 5 °C im Minimum. Regen fällt zwischen März und April sowie zwischen Juni und September, der mittlere Jahresniederschlag liegt bei 500 mm.

### Bevölkerungsentwicklung
Die Bevölkerung von Arsi Negele wächst stark an und hat sich in den letzten 25 Jahren fast verdreifacht:
| Jahr | Einwohner |
| ---- | --------- |
| 1984 | 13.100    |
| 1994 | 23.500    |
| 2006 | 42.100    |

## Wirtschaft und Infrastruktur

### Wirtschaft
Ein wichtiger Wirtschaftszweig in Arsi Negele ist das Brennen von Schnaps, aber auch der Tourismus. Wegen der Nähe zum Shala National Park und zum Langano See, sind die Hotels in der Stadt beliebt. Im Umland verdienen die Menschen ihren Unterhalt vor allem mit dem Köhlern von Holzkohle.

### Wasserversorgung
Die Stadt bezieht ihr Wasser aus dem nahen Abiyata-See, der Wasserspiegel des Sees sinkt aber kontinuierlich, so dass es zu Lücken in der Wasserversorgung kommt.

### Landwirtschaft
In der Gegend um die Stadt wird vor allem Mais, Zwerghirse, Feuerbohnen, Weizen und Sorghum angebaut. Dennoch sind die Menschen in der Region auf Hilfslieferungen angewiesen.